# Чёрный рыцарь (Нейтан Гарретт)
Нейтан Гарретт (англ. Nathan Garrett) — вымышленный персонаж, суперзлодей, появляющийся в комисах издательства Marvel Comics; второй персонаж вселенной Marvel, известный под именем Чёрный рыцарь (англ. Black Knight); потомок Сэра Перси из Скандии и дядя супергероя Дэйна Уитмана, также носивших имя Чёрный рыцарь.

## История публикаций
Потомок сэра Перси профессор Нейтан Гарретт, дебютировал в качестве суперзлодея Чёрного рыцаря в  Tales to Astonish vol. 1, №52 (февраль 1964). Позже появлялся в The Avengers vol. 1, №6, 14-15 (июль 1964, март 1965), а также в «Iron Man» выпуска Tales of Suspense vol. 1, №73 (январь 1966), где был смертельно ранен.

## Вымышленная биография
Дальний потомок первого Чёрного рыцаря сэра Перси профессор Нейтан Гарретт родился в Лондоне, Англия. Он становится биологом, научным сотрудником и профессор университета. Затем он стал главой шпионского кольца, и стал продавать американские научные секреты Китаю, но был захвачен героем Великаном. Гарретт бежал в Европу, где нашёл могилу сэра Перси и Эбеновое лезвие. Злые помыслы Гарретта сделали его недостойным владения мечом, и он стал избегать призраком сэра Перси. Озлобленный Гарретт разрабатывает целый арсенал средневекового оружия, использующего современные технологии (в том числе копьё, стреляющее энергетическими лучами), а также с помощью генной инженерии создаёт крылатого коня по имени Арагорн. Назвав себя Чёрным рыцарем, Гарретт, несмотря на героическое прошлое своего предка, начинает карьеру профессионального преступника. Он боролся с Великаном и Осой, но потерпел поражение.
Гарретт присоединяется к суперзлодейской команде Мастеров зла по просьбе злодея Барона Земо и распространяет клей Икс над городом. Однако с помощью заключённого злодея Трапстера Мстители нашли противоядие и остановили угрозу. Чёрный рыцарь потерпел поражение от Тора, после того, как Капитан Америка решил застать Мастеров зла врасплох, поменяв противников. Позднее он напал на завод «Старк Индастриз» чтобы вынудить Железного Человека вступить в бой, но потерпел поражение.  Вместе с Мастерами зла он снова сражался с Мстителями и попал в плен.  Чёрный рыцарь был среди злодеев, собранных Доктором Думом чтобы уничтожить Фантастическую четвёрку.
Гарретт похищает Хэппи Хогана, но падает со своего крылатого коня, пытаясь убить Железного человека. Смертельно раненый, умирающий Гарретт вызывает своего племянника Дэйна Витмана в их родовое имение, раскрывает свою тайную личность и раскаивается в своих преступлениях. Дэйн Уитман затем решает сам принять личность Чёрного рыцаря, но становится героем и позже присоединяется к Мстителям.
После смерти Гарретт был воскрешён Иммортусом в качестве члена Легиона мёртвых. Он ещё раз боролся с Хэнком Пимом, но снова погиб.  Его конь стал собственностью злодея по имени Смертельный рыцарь.

## Способности и оружие
Нейтан Гаррет был обычным человеком с одарёнными интеллектом. Он имел учёную степень в генетике, был блестящим биологом, специализирующимся в области генной инженерии, а также опытным инженером-электриком.
Гарретт изобрёл копьё, стреляющее тепловыми лучами, электрическими зарядами и ударными волнами. Он также использовал верёвки  как лассо и стальные тросы как болас. Он имел пистолет, который стрелял нервно-паралитическим газом, который мог парализовать и даже убить противника. Так же носил бронежилет, изготовленный из неизвестного сплава стали.
Гарретт был опытным наездником, передвигался на крылатом коне, способном летать, которого он создал с помощью генной инженерии.

## Альтернативные версии

### Возрождение героев
Во вселенной Heroes Reborn, созданной Франклином Ричардсом, Чёрный рыцарь появляется как член Мастеров зла Локи. После поражения от рук Мстителей, Гарретт решает править миром и отправляется на переговоры с Доктором Думом, но был убит вместе с Красным динамо и Титановым человеком.

## Вне комиксов
- Чёрный рыцарь появлялся в эпизодах, посвящённых Капитану Америки и Мстителям, мультсериала «Супергерои Marvel», где являлся членом Повелителей зла, созданных Бароном Генрихом Земо. Так же появился в эпизодах, посвящённых Железному человеку.
- Чёрный рыцарь появляется в мультсериале «Железный человек: Приключения в броне», где его озвучил Алистер Абель. Он является членом команды Maggia и личным охранником Графа Нефария.
- Отсылка на Нейтана Гарретта присутствует в фильме «Вечные» 2021 года, входящего в кинематографическую вселенную Marvel. Серси в разговоре с Дэйном Уитманом упомянула его дядю, с которым тому нужно помириться.